# Rivulus uakti
Rivulus uakti és un peix de la família dels rivúlids i de l'ordre dels ciprinodontiformes. Es troba a la conca de l'Amazones brasiler.